# Il cadavere vivente (film 1929)
Il cadavere vivente (Živoj trup, in russo Живой труп) è un film muto del 1929 diretto da Fëdor Ocep. 
È una delle numerose trasposizioni cinematografiche dell'omonimo lavoro teatrale di Lev Tolstoj che era stato portato sullo schermo la prima volta già nel 1911.

## Trama
Mosca, impero russo, fine '800/primi anni del '900.
Liza e il ciambellano Viktor Karenin si amano. Senonché Liza è la moglie di Fedja Protasov, che è ben al corrente della relazione della donna con l'amante, e che è deciso a non ostacolare la felicità della coppia. Ma le leggi, improntate alla dottrina della chiesa, ammettono il divorzio, com'era d'uso a quell'epoca e in quel paese, solo in un numero molto limitato di casi.
Il primo di essi è un comprovato adulterio, e Fedja - che aveva dato parola d'onore allo stesso Karenin di togliersi d'impiccio affinché egli potesse sposare la sua amata – si affida ad un'organizzazione ad hoc, che forniva, ad un prezzo contenuto, i tre testimoni richiesti, il poliziotto per redigere il verbale, e addirittura (nel caso di un adultero maschio), la donna. Ma l'adulterio doveva essere commesso realmente (l'organizzazione non ammetteva di essere accusata di falsa testimonianza): con la donna già in déshabillé, Fedja non se la sente di compiere un'azione contraria alla sua coscienza, ed abbandona il tentativo.
La seconda circostanza per la quale le leggi ammettevano il divorzio era quella in cui un coniuge non avesse dato segni della propria presenza in vita per cinque anni. Fedja dunque, dopo aver indirizzato una lettera di commiato alla moglie, acquista un revolver, con l'intenzione di uccidersi: ma non ne è troppo convinto, ed infatti l'intervento in extremis della sua nuova amica, la zingara Maša, lo fa desistere anche da questo tentativo.
Pochi giorni dopo vengono ritrovati sulla riva della Moscova degli abiti, i documenti di Fedja, ed un cadavere. Liza, per quanto in stato fortemente alterato dall'emozione, riconosce il defunto come suo marito.
Ma Fedja è vivo: solamente, ora che è stato celebrato il "suo" funerale (dopo il quale Liza e Karenin si sono sposati), è un uomo senza prospettive, senza documenti, senza legami con la sua vita passata, una sorta di morto vivente. Per questo motivo egli recide anche il proprio legame con Maša, e si abitua a vivere nei quartieri poveri della città, sperimentando gli abbruttimenti e piaceri tipici di questo strato della popolazione. Ma anche negli slums si aggira qualche vecchia conoscenza, ed in breve la notizia che Fedja è vivo traspare.
E sono guai giudiziari per tutti: Liza e Karenin sono accusati di bigamia, e Fedja di essersi finto deceduto. Fedja ed il suo avvocato hanno un ben far presente che l'intera vicenda si basa sull'iniqua legislazione sul divorzio. Invano: la giuria presumibilmente si atterrà alle leggi vigenti, e le prospettive che si aprono all'imputato Fedja sono o la deportazione in Siberia per sé stesso e la moglie, oppure un ripristino del rapporto coniugale con Liza.
Rimasto solo nell'aula del tribunale, in attesa del verdetto, mentre giuria, giudici e pubblico occhiuto si rifocillano in un buffet, Fedja si rende conto che l'unica via d'uscita, che consentirebbe di salvaguardare il suo intento di non intromettersi nella felicità della moglie, e di metter fine all'intera impasse, sarebbe quella di togliersi la vita. Egli trova quindi l'opportunità di avvalersi della pistola che gli era stata venduta tempo prima, e si uccide.

## Produzione
Il film fu una coproduzione tra Germania, con la Prometheus-Film-Verleih und Vertriebs-GmbH, e Unione Sovietica, con la Mezhrabpomfilm. Come produttore, appare il nome di Willi Münzenberg, uno dei fondatori del KPD, Kommunistische Partei Deutschlands e uno dei più noti attivisti e propagandisti comunisti tedeschi degli anni venti e trenta.

## Distribuzione
Distribuito in Germania dalla Prometheus-Film-Verleih und Vertriebs-GmbH, il film fu presentato in prima al Capitol di Berlino il 14 febbraio 1929. Il 26 marzo, venne distribuito anche nell'URSS e, quindi, in Finlandia (2 settembre), Giappone (17 settembre) e Portogallo (26 dicembre). Nel gennaio 1930, fu presentato in prima a Parigi e il 3 gennaio 1931, fu distribuito dall'Amkino Corporation anche negli Stati Uniti con il titolo The Living Corpse.
Nel 2009, il film è stato presentato alle giornate internazionali del cinema muto di Bonn (Internationale Stummfilmtage).